# Wojskowy Klub Sportowy Czarni Radom 2019-2020
Questa voce raccoglie le informazioni riguardanti lo Wojskowy Klub Sportowy Czarni Radom nelle competizioni ufficiali della stagione 2019-2020.

## Organigramma societario
Area direttiva
- Presidente: Wojciech Stępień

Area tecnica
- Allenatore: Robert Prygiel
- Allenatore in seconda: Dmitrij Skoryj

## Rosa
| N° | Nome                    | Ruolo | Data di nascita   | Nazionalità sportiva |
| -- | ----------------------- | ----- | ----------------- | -------------------- |
| 1  | Alen Pajenk             | C     | 23 aprile 1986    | Slovenia             |
| 2  | Michał Ostrowski        | C     | 29 marzo 1990     | Polonia              |
| 3  | Michał Kędzierski       | P     | 9 agosto 1994     | Polonia              |
| 4  | Bartłomiej Grzechnik    | C     | 8 marzo 1993      | Polonia              |
| 6  | Damian Boruch           | C     | 14 dicembre 1989  | Polonia              |
| 7  | Athanasios Prōtopsaltīs | S     | 12 settembre 1993 | Grecia               |
| 9  | Dejan Vinčić            | P     | 15 settembre 1986 | Slovenia             |
| 10 | Michał Filip            | O     | 31 agosto 1994    | Polonia              |
| 11 | Michał Ruciak           | L     | 22 agosto 1983    | Polonia              |
| 13 | Mateusz Masłowski       | L     | 13 giugno 1997    | Polonia              |
| 15 | Brenden Sander          | S     | 22 dicembre 1995  | Stati Uniti          |
| 17 | Bartosz Firszt          | S     | 19 marzo 1999     | Polonia              |
| 20 | Wojciech Włodarczyk     | S     | 28 ottobre 1990   | Polonia              |
| 21 | Karol Butryn            | O     | 18 giugno 1993    | Polonia              |
| 27 | Łukasz Zugaj            | O     | 27 gennaio 1993   | Polonia              |